# Johan Neeskens
Johannes Jacobus Neeskens (ur. 15 września 1951 w Heemstede, zm. 6 października 2024 w Algierii) – holenderski piłkarz, występujący na pozycji pomocnika.

## Życiorys
Wychowanek amatorskiego klubu z rodzinnej miejscowości, RCH Heemstede, gdzie w 1970 roku zauważył go Rinus Michels i ściągnął go do Ajaksu Amsterdam. Młody Neeskens zaskakiwał wszystkich grając wtedy na pozycji prawego obrońcy, a w szczególności w 1971 roku kiedy to AFC Ajax zdobył Puchar Mistrzów wygrywając w finale z greckim Panathinaikosem Ateny. W sezonie 1971–1972 Neeskens grał już w środku pomocy jako wsparcie dla Johana Cruyffa. W 1972 i 1973 roku AFC Ajax po raz drugi i trzeci z rzędu zdobył Puchar Mistrzów. Wtedy to po Neeskensa zgłosiła się FC Barcelona i tak w 1974 roku dołączył on do znanych już sobie Cruyffa i Michelsa. Pomimo małej liczby sukcesów (tylko 1 mistrzostwo Hiszpanii oraz Puchar Zdobywców Pucharów) Neeskens był lubiany przez fanów drużyny. W 1979 roku odszedł do drużyny Cosmos Nowy Jork, gdzie spędził 5 lat. Potem jego kariera zaczęła dobiegać końca a Neeskens grał w coraz to gorszych klubach: FC Groningen (1984–1985), Fort Lauderdale Sun (1986–1987), FC Baar (1988–1990) i SC Zug w Szwajcarii ostatecznie kończąc karierę w 1991 roku.
W reprezentacji Holandii Neeskens zagrał 49 razy, strzelając 17 bramek. Zadebiutował w niej 11 listopada 1970 roku w meczu z NRD wygranym 1-0. Neeskens odgrywał w reprezentacji Holandii kluczową rolę podczas mistrzostw świata w 1974 i mistrzostw świata w 1978. Podczas finałowego meczu na MŚ w 1974 Neeskens zdobył już w 80 sekundzie gola dającego prowadzenie Holandii w meczu z RFN, jednak to Niemcy wygrali 2-1 i zostali mistrzami świata. Ostatni mecz w reprezentacji rozegrał 18 listopada w 1981 roku – był to przegrany 1-2 mecz z Francją.
Neeskens został uznany za jednego ze 100 najlepszych żyjących piłkarzy FIFA.
Po zakończeniu kariery piłkarskiej, Guus Hiddink poprosił Neeskensa, by ten został jego asystentem w reprezentacji Holandii. Razem zdołali awansować do Mistrzostw Świata w 1998. Potem był także asystentem Franka Rijkaarda podczas Euro 2000. Następnie został szkoleniowcem pierwszoligowego zespołu NEC Nijmegen. Jednak w 2004 roku został zwolniony z powodu słabych wyników drużyny.
Od stycznia 2006 roku ponownie współpracował z Hiddinkiem, tym razem jako jego asystent w reprezentacji Australii, a po finałach MŚ w Niemczech objął posadę asystenta Franka Rijkaarda w FC Barcelona. Pracował tam przez dwa lata. W latach 2008–2009 był trenerem reprezentacji Holandii B.
6 października 2024 zmarł podczas pobytu w Algierii.